# Marsilly, Charente-Maritime

Marsilly este o comună în departamentul Charente-Maritime, Franța. În 1 ianuarie 2022 avea o populație de 3.185 de locuitori.